# Rejon poleski
Rejon poleski – była jednostka administracyjna w północnej części obwodu kijowskiego Ukrainy. Obecnie teren ten jest częścią rejonu wyszogrodzkiego.
Rejon powstał w 1923; miał powierzchnię 1288 km² i liczył 5.881 mieszkańców. Siedzibą władz rejonu znajdowała się w Krasiatyczach. Północna część rejonu znalazła się w czarnobylskiej strefie wykluczenia.
Rejon zlikwidowano zgodnie z Uchwałą Rady Najwyższej Ukrainy „W sprawie tworzenia i likwidacji okręgów” nr 807-IX z dnia 17 lipca 2020 r.
W skład rejonu wchodziła jedna osiedlowa rada oraz 13 silskich rad, obejmujących 31 wsi.

## Miejscowości rejonu
- (Буда Вовчківська)
- (Буда-Радинська)
- (Чапаєве)
- (Червона Зірка)
- (Черемошна)
- (Дубовa) Володарська с.р.
- (Дубова) Красятицька с.р.
- (Федорівка)
- (Городещина)
- (Калинівка)
- Kresiatycze (Красятичі)
- Lewkowicze (Левковичі)
- (Луговики)
- Łubianka (Луб'янка)
- Maksymowicze (Максимовичі)
- (Мар'янівка)
- Martynowicze (Мартиновичі)
- (Міхлівщина)
- (Млачівка)
- (Нівецьке)
- (Омелянівка)
- (Орджонікідзе)
- (Рагівка)
- (Радинка)
- Poliśke
- (Стара Марківка)
- Steszczyna (Стещина)
- (Стовпне)
- (Шкнева)
- (Вересня)
- Wołczków[3] (Вовчків)
- (Володарка)
- Worowicze (Варовичі)
- (Залишани)
- (Зелена Поляна)